# Carrie Johnson

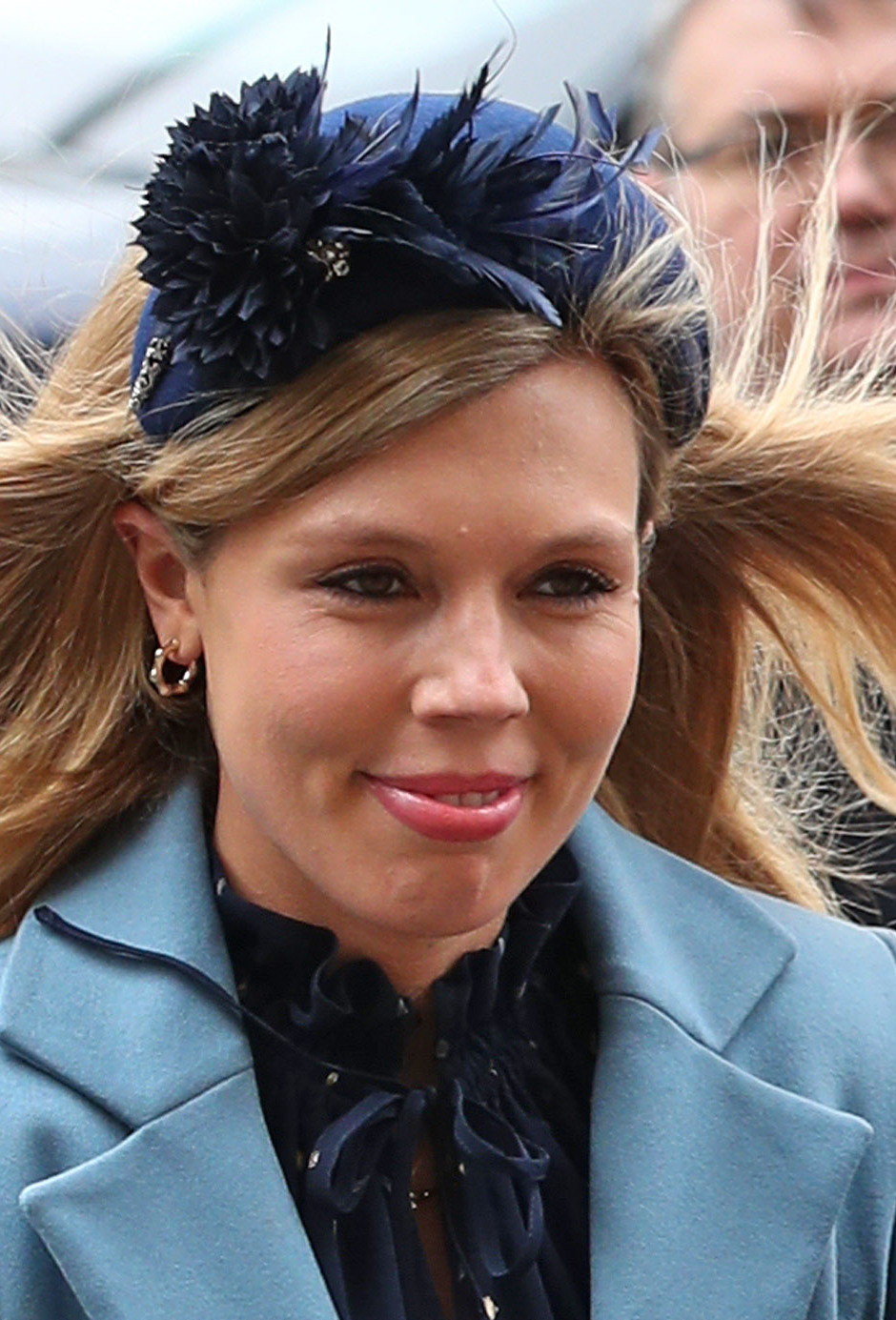
Carrie Symonds am Commonwealth Day 2020

Carrie Johnson  (* 17. März 1988 als Carrie Symonds in London) ist eine britische politische Aktivistin, Naturschützerin und die Ehefrau des ehemaligen britischen Premierministers Boris Johnson. Sie arbeitet als leitende Beraterin für die Meeresschutzorganisation Oceana.

## Frühes Leben und Ausbildung
Johnson wurde am 17. März 1988 als Tochter von Matthew Symonds, dem Mitbegründer von The Independent, und Josephine Mcaffee (geborene Lawrence), einer Anwältin, die für diese Zeitung arbeitete, geboren. Ihr Großvater väterlicherseits war John Beavan, Baron Ardwick (einst Herausgeber des Daily Herald und später, in den 1970er Jahren, Abgeordneter der Labour Party im Europäischen Parlament). Ihre Großmutter väterlicherseits war Anne Symonds, eine Journalistin des BBC World Service.
Johnson wuchs bei ihrer Mutter in East Sheen, London, auf und besuchte von 1999 bis 2006 die Godolphin and Latymer School, eine unabhängige Tagesschule für Mädchen. Anschließend studierte sie Kunstgeschichte und Theaterwissenschaften an der University of Warwick, wo sie 2009 ihren Abschluss machte.

## Karriere und politischer Einsatz
Im Jahr 2009 trat Johnson als Pressesprecherin der Conservative Party bei. Sie arbeitete in der Wahlkampfzentrale der Konservativen und später im Wahlkampf für Boris Johnson bei der Bürgermeisterwahl 2010 der Konservativen Partei in London. Sie hat auch für die konservativen Abgeordneten Sajid Javid (als Sonderberaterin für Medien) und John Whittingdale gearbeitet.
Johnson war 2018 Kommunikationschefin der Konservativen Partei, verließ die Stelle aber noch im selben Jahr, um eine Stelle in der Öffentlichkeitsarbeit für das Oceana-Projekt anzutreten. Es wurde bekannt, dass sie gebeten wurde, ihren Posten als Kommunikationsdirektorin aufzugeben, nachdem die Parteiführung ihre Leistung als schlecht bezeichnet hatte und Fragen über erhebliche ungerechtfertigte Spesenabrechnungen aufgeworfen wurden. Diese Anschuldigungen wurden jedoch von anderen Quellen als eine Verleumdungskampagne zurückgewiesen, die auf Gerüchten beruht, die angeblich von Johnsons politischem Strategen Lynton Crosby verbreitet wurden.
Sie wird als „leidenschaftliche Tierschützerin“ bezeichnet und ist Schirmherrin der Conservative Animal Welfare Foundation.

### Der Fall John Worboys
Im Jahr 2007 wurde Johnson im Alter von 19 Jahren von dem Taxifahrer John Worboys, der 2009 wegen mehrfacher sexueller Übergriffe auf seine Fahrgäste verurteilt wurde, von einem Nachtclub in der King’s Road nach Hause gefahren. Später erinnerte sie sich daran, dass Worboys ihr Champagner und Wodka anbot, die ihrer Meinung nach mit Betäubungsmitteln versetzt waren, und dass sie sich nach ihrer Rückkehr nach Hause „erbrochen und hysterisch gelacht hatte, bevor sie am nächsten Tag bis 15 Uhr schlief“.
Johnson war eine von vierzehn Frauen, die bei dem Prozess gegen Worboys ausgesagt hatten. Sie sagte anschließend gegenüber The Telegraph, er sei „ein trauriger, böser Mann, der eine Gefahr für die Gesellschaft darstellt. Ich bin so wütend, dass er auf nicht schuldig plädiert hat und uns die Qualen der Zeugenaussage vor Gericht zugemutet hat“.
Johnson war das jüngste von Worboys Opfern und verzichtete auf ihre Anonymität, um über ihre Erfahrungen zu sprechen und später gegen seine vorzeitige Entlassung zu kämpfen, wozu sie Spenden für eine erfolgreiche gerichtliche Überprüfung der Entscheidung sammelte.

## Öffentlichkeit und Privatleben
Johnson war zuvor mit dem britischen Politikjournalisten Harry Cole eine Beziehung eingegangen. Berichten zufolge begann sie 2018 eine Affäre mit dem britischen Politiker Boris Johnson, dem damaligen Außenminister, während er noch mit seiner zweiten Frau Marina Wheeler verheiratet war. Im Juli 2019 wurde Boris Premierminister und er und Carrie zogen offiziell in die Downing Street 10 ein. Sie war die erste unverheiratete Partnerin eines Premierministers, die in der Downing Street wohnte. Im darauffolgenden Monat wurde ihr die Einreise in die Vereinigten Staaten verweigert, da ihr Visumantrag aufgrund eines früheren Besuchs in Somaliland abgelehnt worden war, das nach Ansicht der USA zum Einwanderungsregelung ausgeschlossenen Somalia gehört. Am 16. August 2019 trat sie zum ersten Mal seit ihrem Einzug in die Downing Street 10 öffentlich auf und sprach über die, wie sie es nannte, „gigantische“ Klimakrise.

### Politischer Einfluss

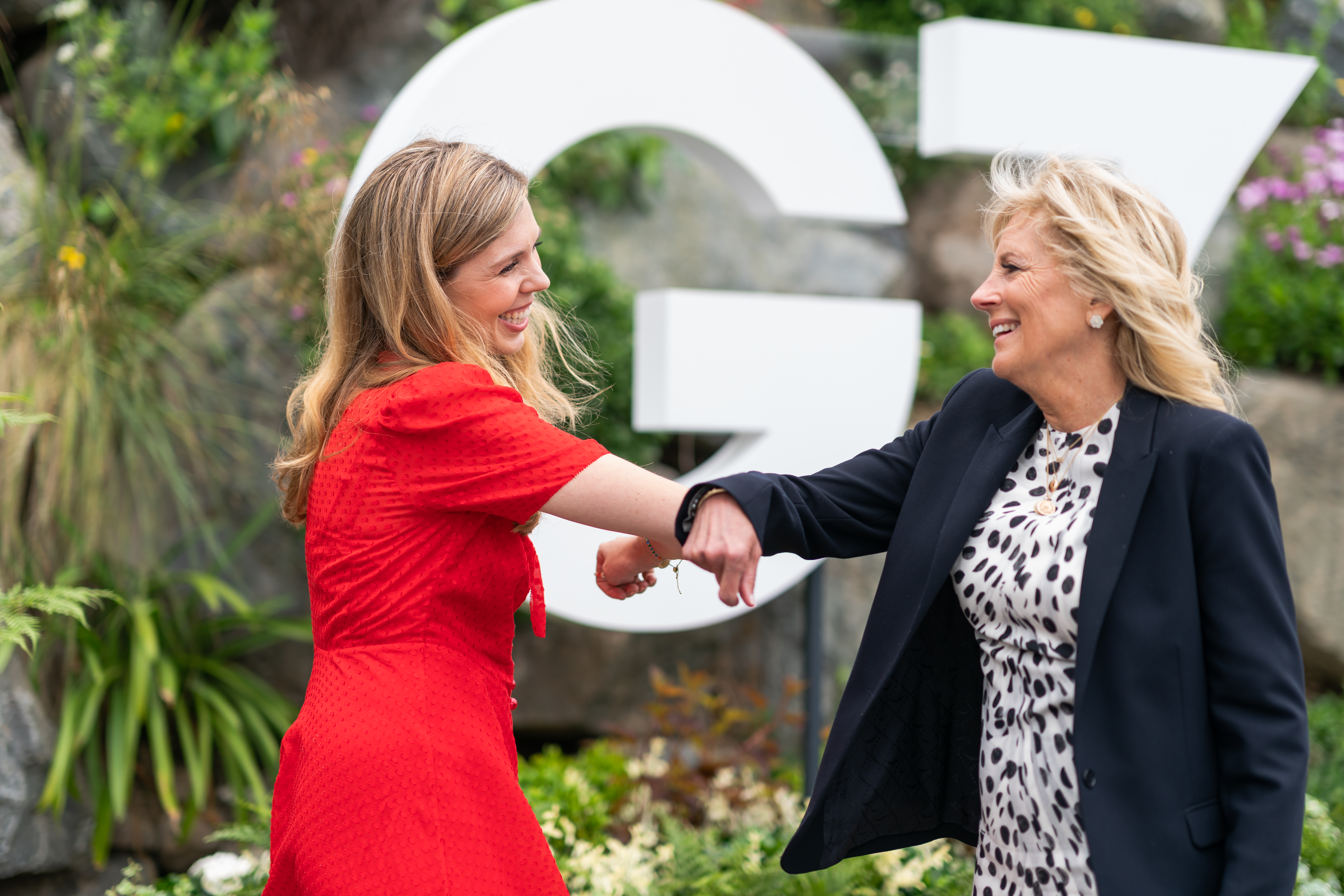
Carrie Johnson begrüßt U.S. First Lady Jill Biden in Cornwall, Juni 2021

Bedenken hinsichtlich ihres Einflusses auf den Premierminister wurden im Januar 2020 laut, als bekannt wurde, dass sie kurz vor der Rücknahme einer geplanten Dachsjagd in Derbyshire durch die Regierung Informationen von Tierschützern erhalten hatte. Die Vereinigung der Landwirte, die NFU, behauptete, dass dieses Treffen und ihr Einfluss eine Schlüsselrolle dabei spielten, dass die Regierung den wissenschaftlichen Rat ignorierte und sich für die Beibehaltung der Keulung entschied. Laut The Guardian wurde eine gerichtliche Überprüfung genehmigt, um zu untersuchen, wie die Entscheidung zustande gekommen ist. Sie soll auch dazu beigetragen haben, dass Lee Cain nicht als Stabschef des Premierministers eingesetzt wurde, und sie hat Johnson gedrängt, Umweltminister George Eustice aus seinem Amt zu entlassen. Sie war auch in eine politische Kontroverse über die Renovierung der Wohnung in der Downing Street 11 verwickelt, und ihre Bemerkungen über die Einrichtung der Wohnung als „John-Lewis-Möbel-Albtraum“ (John Lewis ist typischerweise ein aufstrebendes Geschäft der oberen Mittelschicht) führten zu Vorwürfen des Snobismus.
Während der Amtszeit von Dominic Cummings als Chefberater wurde behauptet, dass Cummings und Carrie Johnson zwei verschiedene Fraktionen vertreten, die den Premierminister beeinflussen. Cummings sagte auch, der Premierminister habe „eine Untersuchung über eine undichte Stelle abgesagt, weil sie die Freunde seiner Freundin belasten könnte“. Cummings beschuldigte Henry Newman, den Chefberater in der Downing Street und Verbündeten von Carrie Johnson, eine „geschwätzige Ratte“ zu sein, der die Pläne für einen zweiten Lockdown im Oktober durchsickern ließ. Später, im Jahr 2021, sagte Cummings, Johnson habe „illegal“ gehandelt, als sie einflussreiche Posten an ihre Freunde, darunter die Pressesekretärin Allegra Stratton, vergab.

### Verlobung und Eheschließung
Am 29. Februar 2020 gaben sie und Boris Johnson bekannt, dass sie sich Ende 2019 verlobt haben. Ihr Sohn, Wilfred Lawrie Nicholas Johnson, wurde am 29. April 2020 in London geboren. Sie ist praktizierende Katholikin und hat ihren Sohn katholisch taufen lassen.
Sie heiratete Boris Johnson am 29. Mai 2021 in einer nichtöffentlichen Zeremonie in der Westminster-Kathedrale in Anwesenheit von dreißig Gästen. Symonds trug ein Brautkleid im Boho-Chic des griechischen Designers Christos Costarellos. Die Hochzeitsfeier sollte in größerer Form am 30. Juli 2022 nachgeholt werden. Für Empörung sorgte, dass das offizielle Landhaus des britischen Premierministers, Chequers, als ursprüngliche Location für die Feier vorgesehen war. Am 8. Juli 2022 gab das Paar bekannt, die Feier an einem anderen Ort abhalten zu wollen.
Im Juli 2021 gab sie bekannt, dass sie ihr zweites gemeinsames Kind erwarteten, und enthüllte, dass sie Anfang des Jahres eine Fehlgeburt erlitten hatte. Im Dezember 2021 kam ihre gemeinsame Tochter zur Welt.